# Buffons pluimkolibrie
De Buffons pluimkolibrie (Chalybura buffonii) is een vogel uit de familie Trochilidae (kolibries). De vogel is genoemd naar de Franse natuuronderzoeker Georges-Louis Leclerc de Buffon.

## Verspreiding en leefgebied
Deze soort komt voor van Panama tot Venezuela en telt vijf ondersoorten:
- C. b. micans: van centraal Panama tot noordwestelijk Colombia.
- C. b. buffonii: centraal en noordoostelijk Colombia en noordwestelijk Venezuela.
- C. b. aeneicauda: noordelijk Colombia en het noordelijke deel van Centraal-en westelijk Venezuela.
- C. b. caeruleogaster: noordelijk en centraal Colombia.
- C. b. intermedia: zuidwestelijk Ecuador.

## Status
De grootte van de populatie is in 2019 geschat op 0,5-5 miljoen volwassen vogels. Op de Rode lijst van de IUCN heeft deze soort de status niet bedreigd.  